# Masaki Ogawa
Pour les articles homonymes, voir Ogawa.
Masaki Ogawa (小川 雅己, Ogawa Masaki) est un footballeur japonais né le 3 avril 1975.